# Classe I-121
La classe I-121 (伊百二十一型潜水艦, I-hyaku-ni-jū-ichi-gata sensuikan) ou type Kiraisen (機雷潜型潜水艦, Kiraisen-gata sensuikan) est une classe de sous-marin de la Marine Impériale japonaise construite dans les années 1920.
Le nom du type est le raccourci de Kirai Fusetsu Sensuikan (機雷敷設潜水艦, sous-marin mouilleur de mines).

## Construction
Après la Première Guerre mondiale, le Japon reçut six U-boots en tant qu'indemnité de guerre. La classe I-21 (plus tard rebaptisée classe I-121) fut basée sur le design du U-125. Construits par l'entreprise de construction navale japonaise Kawasaki Shipbuilding Corporation à Kobe, six submersibles furent commandés, dont quatre furent achevés et deux annulés.
Les quatre sous-marins de la classe I-121 - I-21, I-22, I-23 et I-24, renommés respectivement I-121, I-122, I-123 et I-124 le 1er juin 1938,,, - étaient les seuls sous-marins mouilleur de mines de la marine impériale japonaise. Leur conception était basée sur celle du sous-marin mouilleur de mines U-125 de la marine impériale allemande, un sous-marin de type UE II qui était le plus grand des sept sous-marins allemands transférés au Japon en tant qu'indemnité de guerre après la Première Guerre mondiale et servit dans la marine impériale japonaise sous le nom de O-6 de 1920 à 1921. Comme le UB-125, les sous-marins de type Kiraisen étaient équipés de deux moteurs diesel d'une puissance combinée de 2 400 chevaux (1 790 kW), pouvaient transporter 42 mines et possédaient quatre tubes lance-torpilles et un unique canon de pont de 140 mm par opposition à un canon de 150 mm sur l'UB-125. Par rapport au sous-marin allemand, ils étaient plus grands - 3 m de plus, et déplaçaient 220 tonnes de plus en surface et 300 tonnes de plus en immersion - et avaient une plus grande portée en surface - 970 milles nautiques (1 800 km) plus loin à 8 nœuds (15 km/h) et immergée - 5 milles nautiques (9,3 km) plus loin à 4,5 nœuds (8,3 km/h). Ils étaient 0,2 nœud (0,37 km/h) plus lent que le UB-125, à la fois en surface et en immersion, transportaient deux torpilles de moins et ne pouvaient plonger qu'à 61 m (200 pieds), contre 76 m (250 pieds) pour le UB-125.
La marine impériale japonaise a commandé six sous-marins de classe I-121, dont quatre ont été achevés et deux ont été annulés. Le chantier naval Kawasaki de Kobe, au Japon, a construit les quatre sous-marins,,,. Au milieu des années 1940, les quatre sous-marins ont été convertis en sous-marins-citernes,,,,. Conservant leurs capacités de pose de mines et de torpilles, ils ont été modifiés pour que chacun d'entre eux puisse transporter 15 tonnes d'essence d'aviation avec lesquelles il est possible de ravitailler les hydravions,,,,, ce qui permet aux hydravions d'étendre leur rayon d'action lors des missions de reconnaissance et de bombardement en allant à la rencontre des sous-marins dans les ports et les lagunes pour obtenir plus de carburant.

## Historique
Lorsque la Seconde Guerre mondiale éclate, les navires de la classe furent considérés comme obsolètes et utilisés comme mouilleur de mines, fournissant également des provisions pour les hydravions à coque opérant dans le Pacifique. Trois sous-marin de la classe furent perdus lors de la guerre du Pacifique. Le navire de tête, l'I-121, survécut à la guerre et fut coulé comme cible par les américains après la guerre.

## Unité de la classe
| Nom                                   | Pose de la quille                            | Lancement                     | Mise en service  | Succès                                                           | Fait |
| I-121 (ex-I-21) (ex-sous-marin no 48) | 20 octobre 1924 en tant que sous-marin no 48 | 30 mars 1926 en tant que I-21 | 31 mars 1927     | A coulé le navire marchand néerlandais Bantam le 18 janvier 1942 | Renommé I-21 le 1er novembre 1924; renommé I-121 le 1er juin 1938. Retiré du service le 30 novembre 1945. Coulé comme cible au large de Maizuru le 30 avril 1946 par l'United States Navy. |
| I-122 (ex-I-22) (ex-sous-marin n°49)  | 28 février 1925 en tant que I-22             | 8 novembre 1926               | 28 octobre 1927  |                                                                  | Renommé I-122 le 1er juin 1938. Coulé par l'USS Skate dans la péninsule de Noto (37° 29′ N, 137° 25′ E) le 9 juin 1945.                                                                    |
| I-123 (ex-I-23) (ex-sous-marin n°50)  | 12 juin 1925 en tant que I-23                | 19 mars 1927                  | 28 avril 1928    |                                                                  | Renommé I-123 le 1er juin 1938. Coulé par l'USS Gamble dans les Salomon le 29 août 1942.                                                                                                   |
| I-124 (ex-I-24) (ex-sous-marin n°52)  | 17 avril 1926 en tant que I-24               | 12 décembre 1927              | 10 décembre 1928 | A coulé le RMS Hareldawins le 10 décembre 1941                   | Renommé I-124 le 1er juin 1938. Coulé par les HMAS Deloraine, HMAS Katoomba et HMAS Lithgow à Port Darwin (12° 05′ N, 130° 06′ E) le 20 janvier 1942.                                      |
| Sous-marin n°53? Sous-marin n°63?     |                                              |                               |                  |                                                                  | Annulé en 1924. |